# Pristajalni sistem SSVP
Pristajalni sistem SSVP ali Sistema Stykovki i Vnutrennego Perekhoda, SSVP (rusko Система стыковки и внутреннего перехода, Sistem za pristajanje iz prehod v notranjost) je pristajališče za vhod na Mednarodno vesoljsko postajo (MVP), ki ga uporabljajo sovjetska in ruska vesoljska plovila. Včasih se ga imenuje tudi Ruski pristajalni sistem (Russian Docking System, RDS). Uporablja se ga na vseh različicah Sojuza, Progressa, TKS-ja, ATV-ja ter na vseh sovjetskih in ruskih vesoljskih postajah.

## Zgodovina
SSVP je bil prvotno zasnovan leta 1967 s strani projektnega biroja TsKBEM za uporabo na takrat načrtovani vojaški vesoljski postaji OIS. Čeprav ni OIS nikoli vzletel, je bil leta 1970 SSVP izbran za uporabo na vesoljskih postajah Salyut in Almaz . Med prvim poskusom uporabe na misiji Sojuz 10 je bila priklopna postaja neuspešna zaradi okvarjene lopute in okvare v samodejnem priklopnem sistemu. To je privedlo do številnih sprememb za zmanjšanje škode zaradi nenamernih obremenitev.  
V osemdesetih letih je bil SSVP nadgrajen tako, da je podpiral pristajanje velikih modulov, kot so tisti, ki bi se uporabljali za izgradnjo vesoljske ladje Mir. Uporabili so jih za pritrditev vseh modulov tega plovila in večine priklopov vesoljskih plovil (z izjemo plovila Space Shuttle in Sojuz TM-16, ki so uporabljali priklopne mehanizme APAS-89 na Kristallu in na priključnem modulu Mir). 
Moderna verzija SSVP je SSVP-G4000. Ruski del Mednarodne vesoljske postaje (MVP) ima štiri vhode SSVP-G4000 v uporabi, ki se nahajajo na modulih Zvezda, Rassvet, Poisk in Pirs. Dodatni vhod, na nadiru Zarye, se uporablja za pristanek Rassveta. SSVP se tudi uporablja na Evropskem avtomatskem dostavljalnem vozilu, ki prinaša potrebne stvari v modul Zvezde. Te vhode je zagotovila Rusija v zameno za računalniški sistem za upravljanje s podatki, ki ga je naredila ESA v modulu Zvezda.
Nadgrajena različica, zasnovana za ponovno uporabo in za zagotovitev širšega predora, je načrtovana za uporabo na vesoljskih plovilih naslednje generacije Federation. 
1. ↑  »PTK spacecraft to feature improved docking port«. Russian Space Web. Pridobljeno 8. februarja 2016.